# AN/SPW-2
AN/SPW-2 — американская РЛС наведения ракеты зенитного ракетного комплекса «Талос». Заказ на разработку радаров AN/SPG-49 и AN/SPW-2 на общую сумму $59 млн был получен компанией Sperry Gyroscope Co. Ответственным за разработку обоих радаров в рамках проекта «Талос» был назначен Роберт Кросби.

## Принцип наведения ракеты
РЛС AN/SPW-2 осуществляет наведение ракеты «Талос» на маршевом участке её траектории, который начинается после сброса стартового ускорителя. В этот момент ракета находится в широком луче захвата РЛС AN/SPW-2. Система управления ракеты, используя соответствующим образом закодированный сигнал РЛС AN/SPW-2, постоянно поддерживает ракету на оси луча, благодаря чему изменение направления луча приводит к изменению траектории ракеты. Когда происходит захват ракеты радаром управления, с целью увеличения точности наведения система уменьшает ширину направляющего луча.
В процессе наведения ось луча отклоняется от точки, куда следует двигаться ракете, и совершает коническое движение вокруг этой точки с частотой 30 об/с. Ширина луча и отклонение его оси от целевого направления составляют, соответственно, 3° и 0,85° (по другим данным — 4° и 2°). РЛС наведения, работающая в диапазоне 5–6 ГГц, генерирует группы из трёх импульсов с коротким интервалом между импульсами и длительным интервалом между группами. Временной интервал между группами меняется в зависимости от того, в какой фазе конического сканирования находится луч, в результате чего частота повторения групп импульсов меняется от 850 до 950 Гц. Максимальная частота повторения 950 Гц достигается в тот момент, когда луч находится в левой верхней позиции относительно оси вращения, минимальная частота 850 Гц — в правой нижней позиции относительно корабля. Таким образом, формируется частотно-модулированный импульсный сигнал с частотой модуляции 30 Гц и вариацией частоты 850–950 Гц. На основе этого сигнала приёмник ракеты формирует опорный синусоидальный сигнал с частотой 30 Гц, который используется как эталонная частота при определении фазового сдвига сигналов.
Для разного положения ракеты в зоне действия направляющего луча картина принимаемого сигнала различна. В общем случае амплитуда принимаемых импульсов меняется синусоидально. Максимальная величина импульсов также зависит от положения ракеты. Если ракета находится на окружности, по которой сканирует пространство ось луча, эта величина максимальна. Чем ближе расположена ракета к оси вращения луча, тем эта величина меньше. Таким образом, система управления ракеты получает от РЛС наведения:
- Опорный синусоидальный сигнал частотой 30 Гц, выделяемый частотным детектором;
- Синусоидальный сигнал частотой 30 Гц, выделяемый амплитудным детектором. Сдвиг фазы этого сигнала относительно опорного соответствует направлению смещения ракеты от целевого направления;
- Постоянный сигнал, выделяемый амплитудным детектором. Чем больше величина этого сигнала, чем сильнее отклонилась ракета от целевого направления.

Вычислив вектор отклонения ракеты от целевого направления, система управления вырабатывает сигналы для рулей, которые приводят ракету на нужную траекторию.
Поскольку на корабле может быть несколько станций наведения, и в полёте может одновременно находиться несколько ракет, необходимо различать сигналы различных станций наведения. Идентификационным признаком станции являются интервалы между импульсами в трёхимпульсных группах.
Сигнал радара наведения, принятый ракетой, ретранслируется обратно антенной, установленной в хвостовой части. Этот сигнал принимается радаром AN/SPW-2 и используется для вычисления дальности и угловых координат ракеты с целью их использования при расчёте траектории наведения. Компенсация качки корабля осуществляется системой наведения, которая вносит поправки в управляющие сигналы в соответствии с сигналом гироскопического датчика.
Примерно за 10 секунд до встречи с целью ракета по сигналу с корабля-носителя переводится в режим самонаведения.

## Корабли-носители
- Ракетные крейсера типа «Галвестон»
- Ракетные крейсера типа «Олбани»
- Ракетный крейсер «Лонг-Бич»